# 住野公一
住野 公一（すみの こういち、1948年1月28日 - ）は、日本の経営者。株式会社オートバックスセブン相談役（前代表取締役CEO（最高経営責任者））、学校法人住野学園湘南オートモビル・ビジネス専門学校理事長。大阪府生まれ。父はオートバックスセブン創業者の住野敏郎。

## 経歴
大阪教育大学附属高等学校天王寺校舎を経て、1970（昭和45）年立命館大学経済学部を卒業。株式会社オートバックスセブン（本社：東京都江東区）の前身である大豊産業株式会社（大阪府大阪市）に入社。貿易部で1年間経験を積んだ後、休職して慶應義塾大学大学院経営管理研究科へ進学した。その後、欧米での営業活動を経験。帰国後の1974年、自動車用品の販売と取付・整備を一体化した新しい営業形態を特徴とするカー用品チェーン・「オートバックス」の1号店を大東市に開店。国内の自動車部品・用品店をフランチャイズ化して現在のオートバックス王国を築き上げた。2008年6月に代表取締役を退任、相談役に就任した。

## 人物
趣味は学生時代から続けているチェロと車。
チェロの腕前はプロ級で、2004（平成16）年にはCD「夢の後に−公ちゃんのロマンティック・チェロ−」を発表している。
愛車はジープ・グランドチェロキーとTVR・タスカン。
大阪出身ということもあって大のお笑い好きであり、オートバックスが特別協賛している「M-1グランプリ」（朝日放送）は彼の肝煎りで創設されており、優勝者に対して賞金プレートを渡すのがエンディング恒例となっていた。

## 著書
- アホな二代目につけるクスリ―継承は創業より楽しい（東洋経済新報社、ISBN 4492501673）